# Quarta pagina
Pour plus de détails, voir Fiche technique et Distribution.
Quarta pagina est une comédie italienne réalisée par Nicola Manzari et sortie en 1942.
Le film est considéré comme perdu.

## Synopsis
Un employé de banque irréprochable disparaît avec une grosse somme d'argent et la compagnie d'assurance confie l'affaire à l'un de ses assistants juridiques qui enquête avec l'aide de sa secrétaire Valentina. Ils trouvent au domicile de la personne disparue plusieurs lettres d'un inconnu et une coupure d'annonces dans un journal à laquelle ils répondent. Des rencontres qui s'ensuivent émergent les histoires, comiques ou dramatiques, d'une humanité variée : un ancien détenu, un employé défraîchi d'un Banco Lotto, un jeune homme timide soumis à une mère autoritaire, un vieux bon vivant décadent. Il y a aussi un professeur de zoologie dont l'annonce n'est qu'une blague pour ses étudiants.
Finalement, aucun de ces événements n'apporte de solution à l'affaire. L'avocat et Valentina découvrent que c'est le banquier insoupçonné qui a détourné la somme, avec toutefois la circonstance atténuante de vouloir aider une fille — la mystérieuse femme des lettres — dont il venait de découvrir l'existence et qui était sur le point de quitter le pensionnat sans ressources. Malgré l'arrestation de son père, elle trouve affection et sécurité dans le mariage avec un jeune professeur. La fin est heureuse et l'avocat et Valentina décide également de s'unir par les liens du mariage.

## Fiche technique
- Titre original italien : Quarta pagina[2],[1]
- Réalisateur : Nicola Manzari
- Scénario : Edoardo Anton, Ugo Betti, Federico Fellini, Nicola Manzari, Spiro Manzari, Giuseppe Marotta (it), Ottavio Poggi, Gianni Puccini, Steno, Piero Tellini et Cesare Zavattini
- Photographie : Renato Del Frate, Giorgio Orsini
- Montage : Fernando Tropea (en)
- Musique : Alessandro Cicognini, Alexandre Derevitsky (it)
- Décors : Piero Rosi, Arrigo Equini (it)
- Sociétés de production : Cervinia Film, I.N.A.C. - Industrie Nazionali Associate Cinematografiche, Stella
- Pays de production :  Royaume d'Italie
- Langue originale : italien
- Format : Noir et blanc - 1,37:1 - Son mono - 35 mm
- Durée : 95 minutes
- Genre : Comédie
- Date de sortie :
  - Royaume d'Italie : 17 décembre 1942

## Distribution
- Claudio Gora : Claudio, avocat
- Valentina Cortese : Valentina, sa secrétaire
- Paola Barbara : employée du guichet de la loterie
- Bella Starace Sainati : sa mère
- Gino Cervi : ex-détenu
- Gino Cavalieri : son compagnon de cellule
- Sergio Tofano : professeur zoologue
- Lina Bacci : sa sœur
- Ruggero Ruggeri : employé de banque
- Oretta Fiume : sa fille
- Armando Falconi : noble déchu
- Annibale Betrone : son majordome
- Memo Benassi : un fou
- Elena Altieri : sa femme
- Camillo Pilotto : un viticulteur
- Pina Renzi : sa femme
- Vera Worth : une dactylographe
- Giuseppe Zago : un chef de bureau tatillon.
- Guglielmo Sinaz (en) : facteur